# Idiospermum
Idiospermum es un género de plantas de la familia Calycanthaceae con la especie Idiospermum australiense. 

## Especies seleccionadas
- Idiospermum australiense (Diels) S.T.Blake]

- Datos: Q5908811
- Multimedia: Idiospermum / Q5908811
- Especies: Idiospermum